# Дравідар Кажагам
 

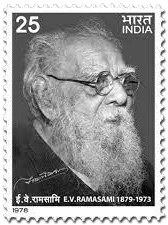
Періяр Е. В. Рамасвамі, засновник Дравідар Кажагам

Дравідап Кажагам — це соціальний рух, мета якого полягала у викоріненні недоліків існуючої кастової системи, включаючи недоторканність.

## Історія
Організація заснована Періяром Е. В. Рамасамі, який створив Рух самоповаги в 1925 році, відокремившись від партії Індійський національний конгрес. Партія справедливості, створена в 1917 році, стверджувала, що просуває подібні інтереси. Обидві організації об'єдналися в 1938 році під керівництвом Періяра. У 1944 році назву було змінено на Дравідар Кажагам.

## Ідеологія
Головною метою Дравіда Кажагам було забезпечення повної незалежності Дравідійської Республіки (Дравіда Наду). Партія на початку заснування зберігала цінності, подібні   до цінностей Партії Справедливості. Дравіда Кажагам перебувала під впливом Руху самоповаги Періяра, в т.ч. було прийнято багато його цілей і завдань.

## Конфліктні роки
Коли партія набула популярності, багато хто  хотів брати участь у виборах. Періяр стверджував, що політика витіснить ідеологію на задній план. Через напружені стосунки в організації та одруження Періяра з Маніяммай, яка була на 40 років молодша за нього, деякі члени партії відокремились та створили Дравіда Муннетра Кажагам. Одруження Періяра з дівчиною молодшого віку викликало напругу в організації та поза нею. Організацію очолила Маніаммаї, а потім К.Веерамані після її смерті.

## Президенти
| С. No. | Портрет | Ім'я (Birth–Death)                      | Термін повноважень   | Термін повноважень   | Термін повноважень |
| С. No. | Портрет | Ім'я (Birth–Death)                      | Від                  | до                   | Дні в офісі        |
| ------ | ------- | --------------------------------------- | -------------------- | -------------------- | ------------------ |
| 1      | </img>  | Періяр Е. В. Рамасами </br> (1879–1973) | 27 серпня 1944 року  | 24 грудня 1973 року  |                    |
| 2      |         | Аннаї ЕВР Маніаммай </br> (1917 – 1978) | 25 грудня 1973 року  | 16 березня 1978 року | (                  |
| 3      |         | К. Віерамані (1933 – )                  | 16 березня 1978 року | Діючий               |                    |

## Пізні роки
Протести Періяра багато в чому символічні і не закликали до знищення приватної власності чи фізичної шкоди комусь. Вона базувала свої інтереси на антихінді та антибрахманській агітації і не стала повноцінною політичною партією.

Прапор Дравіда Кажагам

Прапор Дравідара Кажагама бере свій початок у 1937 році. Тоді хінді став обов'язковим предметом у Південній Індії. У відповідь на це Е. В. Рамасвамі організував протести проти хінді, під час яких вивішував простий чорний прапор. Періяр отримав велику популярність, і через рік був обраний президентом Партії справедливості. Коли Партія справедливості була перейменована в Дравіда Кажагам у 1944 році, партія прийняла свій офіційний прапор. На малюнку зображено червоне коло з чорним фоном, причому чорний колір символізує «позбавлення та образи, з якими дравідійцям доводилося стикатися в умовах суворої індуїстської релігії». Червоний колір символізує «невтомні зусилля, спрямовані на усунення невігластва та сліпої віри серед людей».

## Діяльність
Партія часто займала жорсткий підхід і брала участь у масових спробах змінити систему. Один із таких інцидентів включав  погрожування священикам - брахманам читати гімни тамільською замість санскриту.  Вони підтримували застереження в освіті та працевлаштуванні з 1919 року. Періяр зіграв важливу роль у запровадженні резервації для небрахманів у Таміл Наду з 1921 року ще до здобуття незалежності.

## Спадщина
Організація заклала основу для подальшої участі тамілів у політиці, що викликало ентузіазм у новому тамільському духу. Хоча вона не змогла реалізувати грандіозну ідею незалежної дравідійської нації, проте сприяла духу єдності серед дравідійців.
Організація також брала участь у вирішенні питання тамілів Шріланки та активно виступала на підтримку ТОТИ.